# Őskorban
Az Őskorban a Mézga Aladár különös kalandjai című magyar rajzfilmsorozat tizedik része, a sorozat epizódjaként a Mézga család huszonharmadik része.

## Cselekmény
|  | Alább a cselekmény részletei következnek! |

Aladár vacsora közbeni illetlenségei megbotránkoztatják a családot, szerintük faragatlan és híján van az illemnek. Annyira felbosszantja őt a dolog, és az is, hogy Máris szomszéd leteremti, amikor véletlenül nekimegy a folyosón, hogy a következő űrutazás alkalmával hatalmas gázt ad. A Gulliverkli sebességmérője kiakad, az űrhajó pedig szemmel láthatóan a kiindulási pontnál van. A gond csak az, hogy a Földön egyetlen fényforrás sem láthat, amikor leszállnak a vaksötétben, úgy döntik, megvárják a hajnalt. Kiderül, hogy egy dzsungel kellős közepén vannak – és amikor meglátnak előbb egy óriási lepkét, majd egy rég kihaltnak hitt ősembert, rádöbbennek, hogy valahogy visszakeveredhettek legalább félmillió évet a múltba. Egy mamut veszi üldözőbe őket, amit Aladár egy hatalmas sziklatömbbel terít le. Megszelidíti a majomembereket, majd amikor látja, hogy azok milyen bárdolatlanok, jó modorra igyekszik tanítani őket. Mikor azonban már éppen látható eredményt érne el, védenceit megtámadják a huliganthropusok – brutális, ám már-már arisztokratikus módon udvarias majomemberek. Aladár és Blöki ekkor lépnek le és érkeznek vissza a jövőbe, méghozzá a vacsora előttre, így Aladár a legutóbbi fiaskó helyett bemutatja, milyen illemtudó.
|  | Itt a vége a cselekmény részletezésének! |

## Alkotók
- Rendezte: Nepp József, Ternovszky Béla
- Írta: Nepp József, Romhányi József
- Dramaturg: Komlós Klári
- Zenéjét szerezte: Deák Tamás
- Operatőr: Bacsó Zoltán
- Hangmérnök: Bársony Péter
- Vágó: Hap Magda
- Lektor: Lehel Judit
- Háttér: Magyarkúti Béla
- Rajzolták: Apostol Éva, Dékány Ferenc, Hangya János, Hernádi Tibor, Jónák Tamás, Kaim Miklós, Kiss Bea, Koltai Jenő, Kuzma Istvánné, Lőcsey Vilmosné, Lőte Attiláné, Madarász Zoltán, Palkó József, Palkó Pál, Rofusz Ferenc, Szalay Edit, Székely Gáborné, Szemenyei András, Szemenyei Mária, Tóth Pál, Zsilli Mária
- Munkatársak: Csonka György, Gyöpös Katalin, Kanics Gabriella, Kassai Klári, Törőcsik Jolán, Zsebényi Béla
- Színes technika: Dobrányi Géza
- Gyártásvezető: Szigeti Ágnes
- Produkciós vezető: Gyöpös Sándor, Kunz Román

- A kifestés a Pannónia Filmstúdió a Kecskeméti Film Vállalatnál készült
- Készítette a Magyar Televízió megbízázásól a Pannónia Filmstúdió

## Szereplők
- Mézga Aladár: Némethy Attila
- Blöki: Szabó Ottó
- Mézga Géza: Harkányi Endre
- Mézgáné Rezovits Paula: Győri Ilona
- Mézga Kriszta: Földessy Margit
- Dr. Máris Ottokár: Tomanek Nándor
- Pitecanthropusok vezetője: Képessy József
- Pitecanthropusok: Czigány Judit, Farkas Antal, Gyenge Árpád, Horváth Pál
- Huliganthropusok királya: Kautzky József
- Huliganthropusok: Pathó István, Tyll Attila

## Érdekességek
- A regényváltozatban (a fizika törvényeinek egyébként megfelelően) Aladár és Blöki nem a múltba, hanem a jövőbe kerülnek, ahol a civilizáció valami ismeretlen okból kifolyólag barbarizálódott ennyire vissza. Valószínű, hogy a szocializmus utopisztikus felfogása miatt az eredeti történet nem ment át a cenzúrán, csak így, módosított változatban.